# Sharp Corporation
A Sharp Corporation (シャープ株式会社; Hepburn: Shāpu Kabushiki-gaisha) egy japán multinacionális vállalat, a Foxconn leányvállalata, ami elektronikai termékek tervezésével és gyártásával foglalkozik. Székhelye Japánban, Oszakában, Abeno-kuban található. 2014 szeptemberében 50.637 embert foglalkoztatott világszerte. 
 A céget 1912 szeptemberében alapították és nevét az egyik alapító tag találmányáról kapta. Az Ever-Sharp mechanikus ceruzát 1915-ben Hajakava Tokudzsi találta fel. A Sharp korábban az ötödik legnagyobb televízió gyártó cég volt a világon a Samsung, az LG, a Sony és a Panasonic után. Vezérelvük a "tisztesség és kreativitás", mottójuk pedig: "Olyan termékeket gyártunk, amit mások utánozni szeretnének".
2000 óta a Sharp az LCD kijelzőket gyártó üzemekbe fektetett be, Kamejamában 2004-ben, Szakaiban 2009-ben kezdte el gyártani paneleit. A Szakai gyár építését 2007-ben kezdték meg és még mindig az egyetlen tizedik generációs LCD gyártó üzem a világon valamint a legnagyobb napelem gyártó is. A tizedik generációnak köszönhetően hat darab 60 hüvelykes vagy nyolc darab 50 hüvelykes LCD-képernyőt lehet itt előállítani. 
 A 2008-as pénzügyi válság és az erős jen (különösen a Won ellen) jelentősen csökkentette a világpiaci keresletet a japán LCD panelek iránt. A digitális televízió műsorszolgáltatásra való átállás Japánban 2011 közepére fejeződött be. A japán kormány által digitális tévékészülékekre kiadott kuponok arra ösztönözték a fogyasztókat, hogy digitális tévéket vásároljanak 2011 márciusáig. A japán LCD TV piacot csapásként érték az események. A kereslet a 2010-es évhez képest majdnem a felére csökkent. Mindezek a körülmények nagy hatással voltak a Sharp LCD üzletére. A Szakai LCD gyárnak 2012 őszéig csökkentenie kellett a működését.
2012-ben volt a Sharp megalakulásának 100. évfordulója, de ekkor jelentették be fennállásuk óta a legrosszabb pénzügyi helyzetet. 2012 áprilisában a veszteség 376 milliárd jen volt. Szeptemberben a Sharp bejelentette, hogy leépítéseket léptetnek életbe. 2014-ben azonban a Sharp meg tudta állítani a további veszteségeket és az első negyedéves eredmények pozitív nettó bevételeket hoztak. 2014. március 31-én a Sharp tőkeállománya 121.884 millió jen volt.

## Történelem
Hajakava Tokudzsi (早川徳次; Hepburn: Tokuji Hayakawa) 1912. szeptember 15-én, Tokióban alapított egy fémfeldolgozó üzemet. Az üzemben kezdetben három alkalmazott dolgozott és az indulótőkéje mindössze 50 jen volt. 
 Legelső találmányát a sok közül 18 éves korában készítette el. Ez volt a „Tokubidzso” nevű övkapocs. Egy másik találmánya 1915-ből egy mechanikus töltő ceruza, azaz a „mindig hegyes ceruza” (Ever Sharp Pencil), melyből a Sharp a nevét eredezteti. Az 1923-as nagy kantói földrengés után a cég áthelyezte székhelyét Oszakába, és elkezdte megtervezni a japán rádiókészülékek első generációját. Ezeket a kristálydetektoros rádiókat 1925-ben kezdték el értékesíteni. 1953-ban a cég elkezdett televíziókészülékeket gyártani. 1959-ben pedig a napenergia területén is kutatásokba kezdtek.

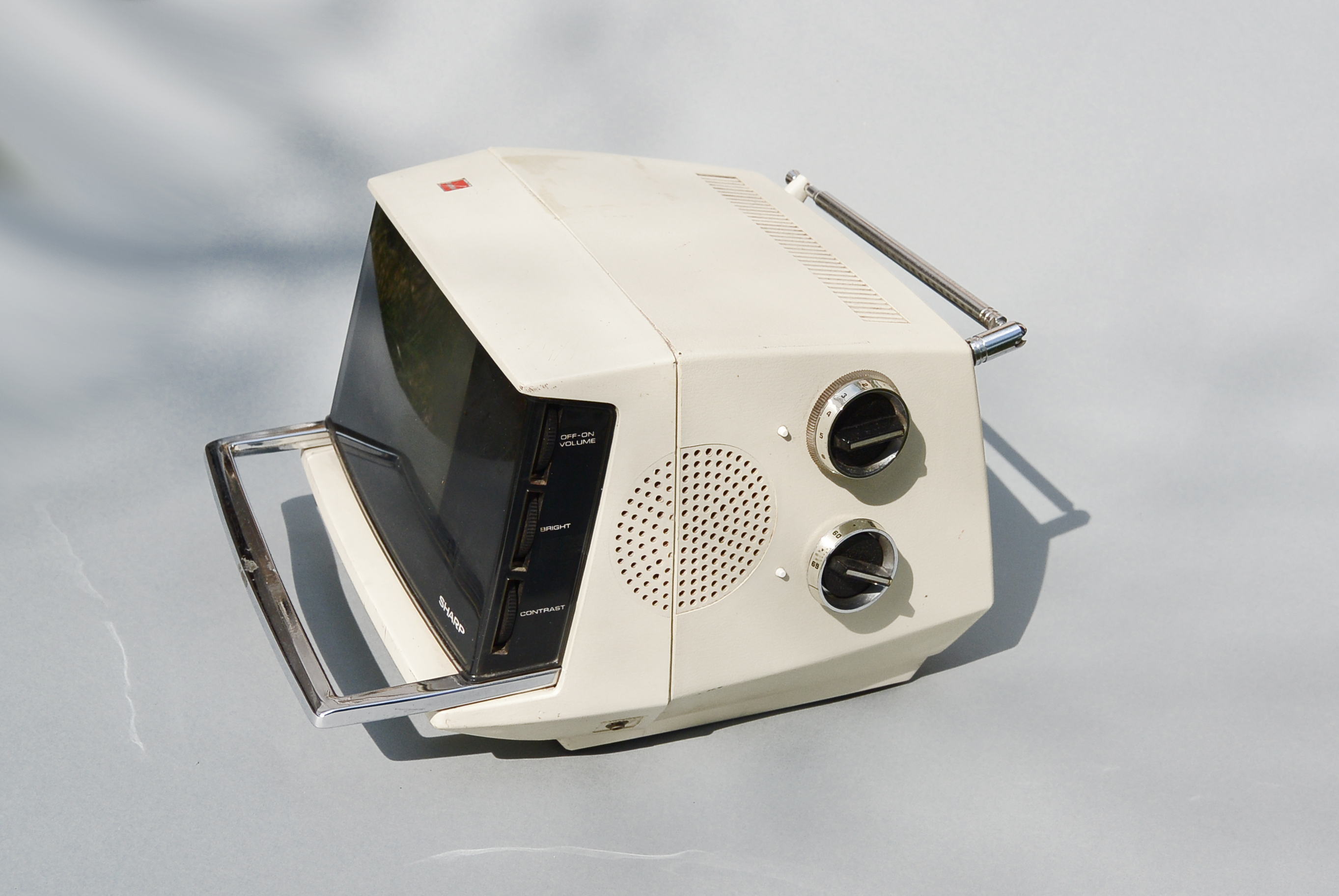
Sharp hordozható TV

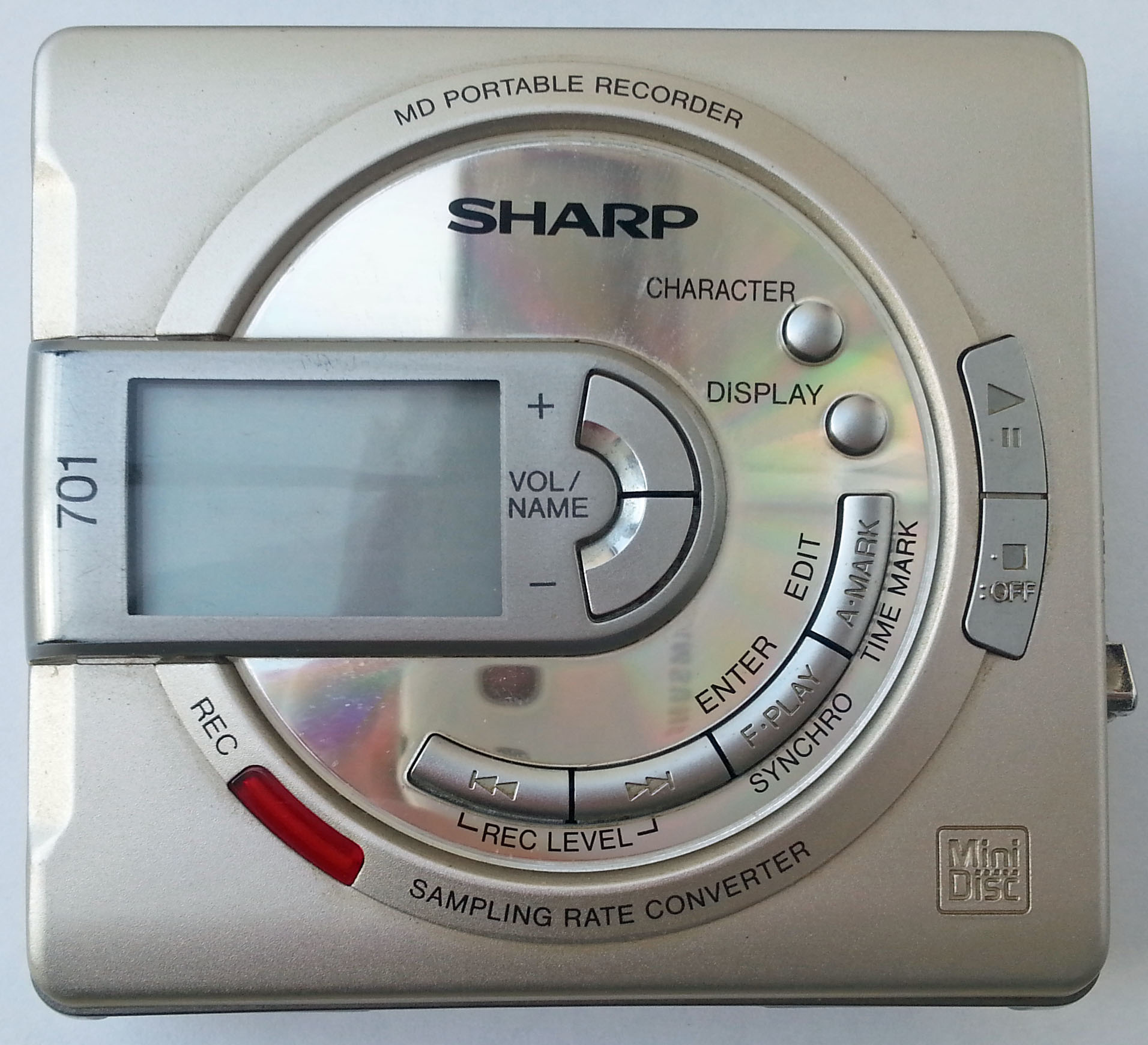
Sharp MD-MS701H

1962-ben indult el az „R–10” névre hallgató mikrohullámú sütő sorozatgyártása. 1963-ban pedig a Sharp napelem moduljainak a gyártása vette kezdetét. 1964-ben a Sharp kifejlesztette a világ első hordozható elektromos asztali számológépét, melynek az értéke 535 000 jen volt. A Sharpnak több évbe tellett mire kifejlesztették a termékeiket, mivel ebben az időben még nem volt tapasztalatuk a számítástechnikai készülékek gyártásában. 1966-ban a Sharp bemutatta az első integrált áramkörű (IC) számológépüket, mely 145 Mitsubishi által gyártott kétpólusú IC-vel működött. Ennek az ára 350 000 jen volt. Az első magas integráltságú (LSI) chippel rendelkező számológépüket 1969-ben mutatták be. Ez volt az első zsebszámológép, amelynek az ára kevesebb volt 100 000 jennél, és rendkívül népszerűvé vált.
A cég az első COS technológiájú LCD számológépet 1973-ban gyártotta. 1976-ban először alkalmazták a cég által gyártott napelemeket japán műholdon. Jelenleg a japán műholdak 90 százaléka a Sharp napelemeivel van ellátva. 
A Sharp az 1980-as években kapcsolatban állt a Nintendóval, és megadta az engedélyt a C1 NES TV (Észak-Amerikában 1983-ban jelent meg Sharp Nintendo Television névvel), a Twin Famicom (1986), a Sharp Famicom Titler (1989) és az SF–1 SNES TV (1990) gyártására és fejlesztésére. Ezek közül az eszközök közül mindegyik gyűjtői darabnak számít. Az LCD számológépek egyik fő feltalálója Szaszaki Tadasi volt.
A Sharp 1990-ben kifejlesztette az első színes faxkészüléket. 1992-ben pedig az első színes LCD képernyővel rendelkező videókamerát mutatták be. 1995-ben bemutatásra került az első PDA, mely beépített billentyűzettel és tollal rendelkezett, ez volt a Zaurus névre hallgató kéziszámítógép. 
1999-ben mutatták be a világon elsőként MPEG-4 technológiával működő internetes ViewCam kamerát. 2000 novemberében debütált a világ első beépített kamerával rendelkező mobiltelefonja, a Sharp J–SH04. Szintén 2000-ben kifejlesztették az első plazmacluster technológiával rendelkező légtisztító berendezést. 2007-ben pedig bemutatták a világ legnagyobb képátmérőjével rendelkező LCD televízióját (273 cm).
2007-ben a Sharp tulajdonrészhez jutott a Pioneer Corporationnél. 2009. június 25-én a Sharp és a Pioneer megállapodtak, hogy közös vállalkozásba kezdenek, ez volt a „Pioneer Digitális Tervezési és Gyártási Vállalat”.
2012 márciusában a tajvani székhelyű Foxconn elektronikai cég beleegyezett, hogy 10 százalékos részesedést szerezzen a Sharp Corporationnél 806 millió dollárért valamint, hogy megvásárolja akár az 50 százalékát is az LCD kijelzőknek, amiket a Sharp Szakaiban lévő gyárában gyártanak. 2012 júniusában a Foxconn kifizette a szakai gyárnak a pénzt és 50 százalékos tulajdonrészt kapott a gyárból. A márciusi bejelentés óta azonban a Sharp részvényeinek árfolyama tovább csökkent és augusztus 3-ára elérte a 192 jent. Eredetileg a Foxconn–Sharp üzlet részvényenkénti ára 550 jen volt. Mindkét vállalat beleegyezett, hogy újratárgyalják a részvények árfolyamát, de végül sosem jutottak egyezményre.
2013 márciusában a Sharp bejelentette, hogy elfogadta a Samsungtól a 100 millió dollárost beruházását.

## Termékek

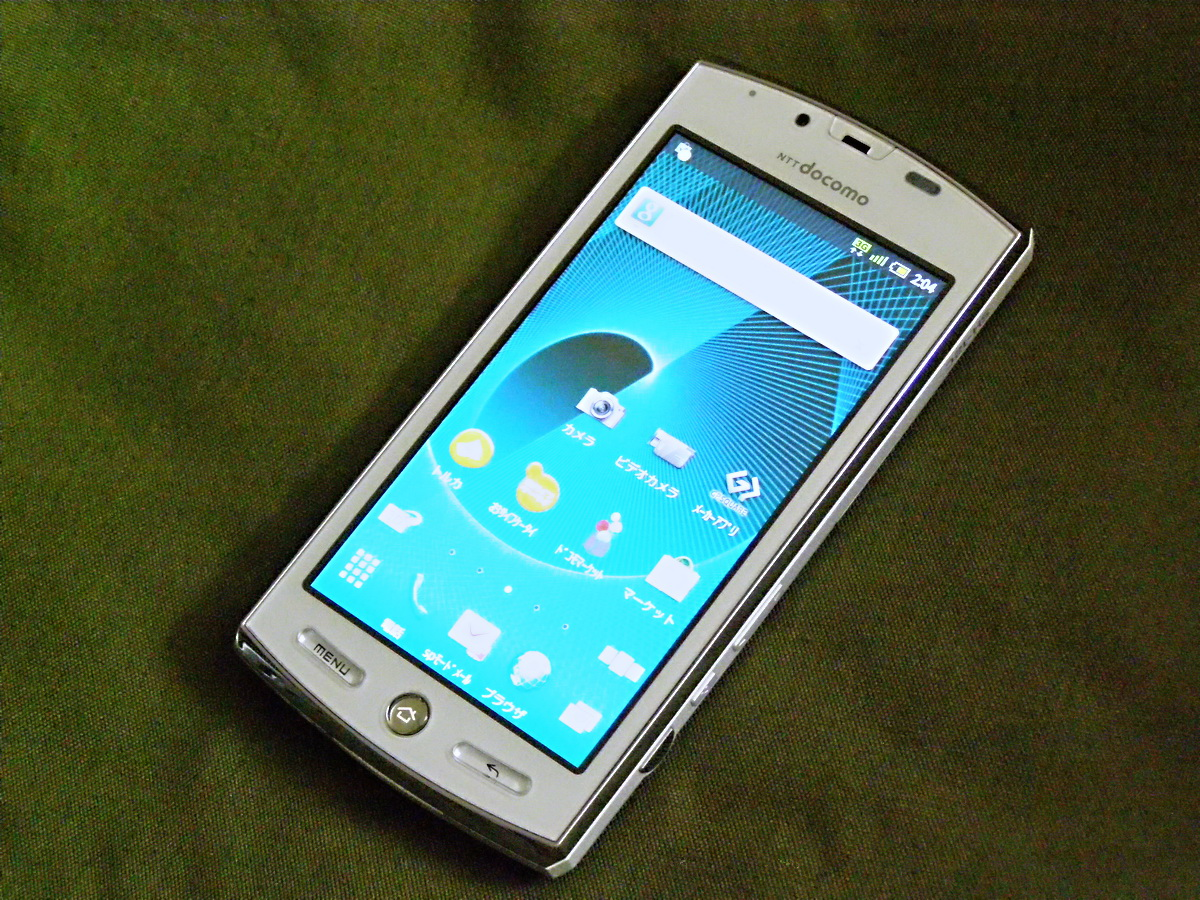
A Sharp Aquos SH–12C mobiletelefon.

Főbb technológiák és termékek: LCD kijelzők, napelemek, mobiltelefonok, audiovizuális szórakoztató berendezések, projektorok, multi funkciós nyomtató eszközök, mikrohullámú sütők, légkondicionálók, pénztárgépek, CMOS és CCD szenzorok és flashmemória eszközök.
A legutóbbi termékek közé tartozik a ViewCam, az Ultra-Lite notebook PC, a Zaurus digitális személyi asszisztens, Sidekick 3 és az Aquos síkképernyős televízió.
A Sharp által gyártott fogyasztói elektronikai termékek közé tartoznak az LCD televíziók, melyeket az Aquos márkanév alatt árulnak, mobiltelefonok, mikrohullámú sütők, házimozi és audió rendszerek, légtisztító berendezések, faxkészülékek és számológépek.
Az üzleti piacra is gyártanak projektorokat és monitorokat, valamint különböző fénymásolókat és lézernyomtatókat, továbbá pénztárgépeket és POS-terminálokat.

## Működés
2003-ban az éves nettó árbevétel 16,8 milliárd dollár volt. A vállalat 50 637 alkalmazottjai közül mintegy a fele Japánon kívül él (26 640 fő). 
 30 országban 64 központot működtet és termékeit világszerte 164 országban forgalmazza. A legtöbb regionális leányvállalata a "Sharp Electronics" kereskedelmi név alatt működik.
Európában 14 egységük létezik: 1 laboratórium, 4 gyártóüzem, 8 kereskedelmi leányvállalat és 1 pénzügyi vállalat.
2002-ben az IEEE Spectrum magazin által közzétett lista szerint a Sharp benne volt a Top 100 kutatás-fejlesztésre költők között.

### Székhelyek
- 22-22, Nagaike-csó, Abeno-ku, Oszaka, Japán (globális)
- 1 Sharp Plaza Mahwah, New Jersey 07430, USA (Észak-Amerika)
- 3 Stockley Park, Uxbridge, Middlesex, UK (Európa)

## Környezetvédelem
2011. november 21-én a Sharp 11. helyezést ért el a Greenpeace újraindított Guide to Greener Electronics listáján, amin 15 elektronikai gyártót sorolnak fel. Figyelembe veszik politikájukat és gyakorlati tevékenységüket arra vonatkozóan, hogy csökkentsék az éghajlatra mért káros hatásukat, zöldebb termékeket állítsanak elő és tevékenységüket fenntarthatóbbá tegyék. A Greenpeace ekképpen összegzi a vállalat környezetvédelmi teljesítményét: „A Sharp támogatja egy új megújuló energia törvény létrehozását Japánban, de a pontszámai nem tesznek eleget a fenntartható tevékenységek feltételeinek.”

## Fordítás
- Ez a szócikk részben vagy egészben  a   Sharp Corporation című angol Wikipédia-szócikk ezen változatának fordításán alapul.  Az eredeti cikk szerkesztőit annak laptörténete sorolja fel. Ez a jelzés csupán a megfogalmazás eredetét és a szerzői jogokat jelzi, nem szolgál a cikkben szereplő információk forrásmegjelöléseként.